# Villa Barbaro
Villa Barbaro in Maser bij Asolo, is een van de villa's die de zestiende-eeuwse architect Andrea Palladio in de Veneto bouwde. De opdrachtgevers waren de gebroeders Marcantonio en Daniele Barbaro, aristocraten van Venetiaansen huize.
De bouw vond plaats van 1550 tot 1560. De decoraties werden verzorgd door Paolo Veronese, die de magnifieke fresco's heeft gemaakt en door Alessandro Vittoria, leerling van Andrea Sansovino, die het stucwerk heeft verzorgd.
De villa wijkt in zoverre af van het normale grondpatroon van de villa's van Palladio, doordat de ingang niet aan de monumentale voorzijde, maar aan de zijkant is gesitueerd. De vleugels ("barchessa's") zijn voorzien van torentjes met onder andere een duiventil met zonnewijzer.
De diverse kamers van de villa zijn rijkelijk voorzien van fresco's met diverse "trompe-l'oeil" effecten en diverse speelse details, zoals een hondje dat om een zuil heen kijkt en een paar sloffen en een kwast, quasi "vergeten" door de schilder.
Villa Barbaro werd als onderdeel van Vicenza en de Palladiaanse villa's in Veneto door de commissie voor het Werelderfgoed erkend als UNESCO werelderfgoed. Vicenza en drie villa's werden in 1994 tijdens de 18e sessie van de Commissie voor het Werelderfgoed bijgeschreven op de werelderfgoedlijst. 22 bijkomende villa's, waaronder de Villa Barbaro werden tijdens de 20e sessie in 1996 erkend.
Stad Vicenza en de Palladiaanse villa's van Veneto · Villa Trissino (Cricoli) · Villa Gazzotti Grimani · Villa Almerico Capra, La Rotonda · Villa Angarano · Villa Caldogno · Villa Chiericati · Villa Forni Cerato · Villa Godi · Villa Pisani · Villa Poiana · Villa Saraceno · Villa Thiene · Villa Trissino · Villa Valmarana · Villa Valmarana · Villa Badoer, La Badoera · Villa Barbaro · Villa Emo · Villa Zeno ·  Villa Foscari, La Malcontenta ·  Villa Pisani · Villa Cornaro ·  Villa Serego · Villa Piovene
- Bibliothèque nationale de France: cb155312422 (data)
- Gemeinsame Normdatei: 4221895-0
- Virtual International Authority File: 239523458